# ING Cup 2003/04
Der ING Cup 2003/04 war die 35. Austragung der nationalen List A Cricket-Meisterschaft in Australien. Der Wettbewerb wurde zwischen dem 24. Oktober 2003 und 29. Februar 2004 zwischen sechs australischen First-Class-Vertretungen der Bundesstaaten ausgetragen. Im Finale konnte sich Western Australia mit 4 Wickets gegen Queensland durchsetzen.

## Format
Die sechs Mannschaften spielten in einer Gruppe jeweils acht Spiele gegen die anderen Mannschaften. Für einen Sieg gab es vier Punkte, für ein Unentschieden oder No Result zwei und für eine Niederlage keinen Punkt. Ein Bonuspunkt wurde vergeben, wenn bei einem Sinn die eigene Runzahl die des Gegners um das 1,25-fache überstieg, ein weiterer, wenn sie sogar mehr als das Doppelte des Gegners betrug. Des Weiteren war es möglich, dass Mannschaften Punkte abgezogen bekamen, wenn sie beispielsweise zu langsam spielten. Der Gruppenerste und -zweite qualifizierte sich für das Finale.

## Resultate

### Gruppenphase
Tabelle
Der Abzug erfolgte auf Grund von zu langsamer Spielweise.
| Teams             | Sp. | S | N | U | R | NR | BP | Ded | Punkte | NRR    |
| ----------------- | --- | - | - | - | - | -- | -- | --- | ------ | ------ |
| Queensland        | 10  | 7 | 3 | 0 | 0 | 0  | 4  | 0   | 32     | +0.704 |
| Tasmanien         | 10  | 6 | 3 | 0 | 0 | 1  | 3  | 0   | 29     | +0.140 |
| Victoria          | 10  | 6 | 3 | 1 | 0 | 0  | 2  | 0   | 28     | +0.117 |
| Western Australia | 10  | 5 | 4 | 1 | 0 | 0  | 1  | 0   | 23     | +0.131 |
| South Australia   | 10  | 3 | 7 | 0 | 0 | 0  | 1  | 0   | 13     | −0.294 |
| New South Wales   | 10  | 1 | 8 | 0 | 0 | 1  | 0  | 0   | 6      | −0.863 |

## Finale
| 29. Februar Scorecard | Brisbane | Queensland 244 (49.1)                  | – | Western Australia 248-6 (49.4) |
|                       |          | Western Australia gewinnt mit 4 Wicket |   |                                |